# Jorge Miranda (político)
Jorge Lúcio Ferreira Miranda (Rio de Janeiro, 28 de março de 1970), é um empresário e político brasileiro, conhecido por ter sido prefeito na cidade de Mesquita (Rio de Janeiro), entre 2017 e 2024. Eleito em 2016 pelo PSDB e reeleito em 2020 pelo PL, Miranda governou o município por dois mandatos consecutivos.

## Início da vida
Jorge Miranda nasceu em 1970 e foi criado nos bairros de Santa Terezinha e Chatuba, no município de Mesquita, localizado na Baixada Fluminense. Filho de Sérgio Miranda, ex-vereador e militar da reserva, e de Lúcia, dona de casa.

## Carreira

### Entrada na política
Em 2016, candidatou-se a prefeito pelo PSDB e foi eleito com 46.322 votos, equivalentes a 49,91% do total, derrotando Gelsinho Guerreiro e Artur Messias. Durante a transição de poder, o ex-prefeito Gelsinho Guerreiro foi acusado de ter abandonado a cidade após a derrota, deixando pagamentos de servidores em atraso, o que afetou os atendimentos médicos e a coleta de lixo da cidade.

### Mandato como prefeito
Jorge Miranda assumiu a prefeitura de Mesquita em 1º de janeiro de 2017. Durante seu primeiro mandato (2017-2020), implementou iniciativas voltadas à modernização da gestão pública, como o uso da plataforma digital Colab, resolvendo diretamente as demandas da população, ampliou o acesso ao Portal da Transparência e iniciou o processo de expansão dos serviços de Atenção Primária à Saúde (APS) da cidade.
Em 2020, Miranda foi reeleito pelo PL com 78,63% dos votos válidos, consolidando sua popularidade. Em 2021, o município foi reconhecido por ações na área da cultura na Baixada, com projetos como o Baixada Style e o Revitalizart.
A expansão da cobertura da Estratégia Saúde da Família (ESF) na cidade de Mesquita foi um dos destaques do mandato. 11 clínicas da família foram inauguradas, atingindo a cobertura de 100% da população.
Ainda relacionado à atuação em saúde pública, Jorge Miranda foi presidente do Consórcio Intermunicipal de Saúde da Baixada Fluminense (CISBAF) no biênio 2021/2022 e reeleito para o biênio 2023/2024.
Em 2020, Mesquita ficou ranqueada como a cidade mais transparente do estado do Rio de Janeiro na divulgação de dados da administração pública, em um levantamento feito pelo Ministério Público do Rio (MPRJ). O levantamento foi feito nos 92 municípios do RJ e a análise considerou: Estrutura e Desenvolvimento, Auditoria, Transparência, Integridade, Atendimento ao Cidadão e Controladoria. Em 2021, foi umas das 11 cidades do Brasil a receber nota 10 na Escala Brasil Transparente - Avaliação 360°, dentre 665 municípios participantes, além do Distrito Federal, no levantamento feito pela Controladoria-Geral da União (CGU). Em 2023, Mesquita recebeu o selo ouro em transparência no estudo feito pela Associação dos Membros dos Tribunais de Contas do Brasil (Atricon).
Em 2024, Jorge Miranda recebeu a Medalha Tiradentes da Assembleia Legislativa do Estado do Rio de Janeiro, honraria destinada a pessoas que prestaram serviços relevantes à causa pública do Estado.

## Controvérsias

### Afastamento do Cargo
Jorge foi afastado do cargo, em 2018, devido a um empréstimo de R$ 14 milhões do fundo previdenciário municipal para quitar salários atrasados, sem aprovação da Câmara de Vereadores. Ele retornou ao posto após decisões judiciais favoráveis.

## Desempenho em Eleições
| Ano  | Eleição               | Partido | Cargo    | Votos  | %      | Resultado | Ref   |
| ---- | --------------------- | ------- | -------- | ------ | ------ | --------- | ----- |
| 2016 | Municipal de Mesquita | PSDB    | Prefeito | 46 322 | 49,91% | Eleito    | [ 4 ] |
| 2020 | Municipal de Mesquita | PL      | Prefeito | 69 174 | 78,63% | Eleito    | [ 8 ] |